# 栗田国時
栗田 国時（くりた くにとき、生年不詳 - 慶長5年（1600年））は、戦国時代から安土桃山時代にかけての武将。上杉氏の家臣。信濃国善光寺別当・栗田永寿(初代)の子息である栗田鶴寿の弟。
栗田氏は元々北信濃の国人で、上田原の戦いのときは村上義清に従って武田信玄と戦っている。しかし武田氏の勢力が北信濃に及ぶと栗田氏は武田方に属する。
国時の武田時代の動向は不明であるが、『家忠日記』によれば兄の鶴寿は天正9年（1581年）3月22日に高天神城の戦いにおいて戦死している。『病間雑記』『信濃中世史考』によれば、国時は甥にあたる永寿(二代目)が幼少であったため家政を指揮したという。
天正10年（1582年）3月に織田・徳川連合軍の甲州征伐により武田氏は滅亡し、国時は越後国へ逃れて上杉謙信・景勝に仕えた。景勝の会津移封に伴い、信夫郡大森城主となり8,300石を与えられた。しかし、慶長5年（1600年）に徳川家康が上杉景勝討伐へ出陣した際、国時は藤田信吉と共に出奔した。大森城の南東・信夫郡伏拝（現在の福島市伏拝）の国境で一行150人余と共に追っ手によって殺害された。藤田ら250人余は逃走した。